# 日本と東ティモールの関係
日本と東ティモールの関係（にほんとひがしティモールのかんけい、ポルトガル語: Relações Timor Leste e Japão、英語: East Timor–Japan relations）では、日本国と東ティモール民主共和国の当該地域間の関係について記述する。2002年5月20日に、両国は正式な国交を樹立した。

## 両国の概要
|                                 | 日本                                           | 東ティモール                                                               |
| ------------------------------- | ---------------------------------------------- | -------------------------------------------------------------------------- |
| 人口                            | 127,338,621人（2013年）                        | 1,178,252人（2013年）                                                      |
| 面積                            | 377,955 km²                                    | 約14,900 km²                                                               |
| 人口密度                        | 336.9人/km² （2013年）                         | 約79.07人/km²（2013年）                                                    |
| 首都                            | 東京                                           | ディリ                                                                     |
| 最大都市                        | 東京 – 1278万3000人 (首都圏は3245万人)         | ディリ                                                                     |
| 民族                            | 日本人、韓国・朝鮮人、中国人、その他。         | テトゥン族などのメラネシア人が大半を占める。その他、マレー系、中華系など。 |
| 公用語                          | 日本語 (事実上)                                | テトゥン語とポルトガル語。その他にインドネシア語や英語、各民族の言語。     |
| 宗教                            | 神道83.9%、仏教71.4%、キリスト教2%、その他0.6% | キリスト教99.1％、イスラム教0.79％                                         |
| 国家体制                        | 単一国家、議会内閣制、立憲君主制               | 共和制、一院制議会、大統領制                                               |
| 通貨                            | 円                                             | 米ドル                                                                     |
| GDP (名目)                      | 5兆1000億米ドル (1人当たり38,559米ドル)        | 16億15百万米ドル（1人当たり1,370米ドル）（2011年）                         |
| 軍事費                          | 46,804億円（2013年）                           | 約2616万米ドル（2013年)                                                    |
| 在留邦人数/在日東ティモール人数 | 103人（2012年）                                | 19人（2010年）                                                             |

## 歴史
日本と東ティモールの関係は、第二次世界大戦の日本軍によるティモール島の占領期から、戦後のインドネシアによる東ティモールの併合期、そして、東ティモールの主権回復を経て現在に至る。特に、1999年8月30日の東ティモール独立投票実施以降、外交関係は活発化している。2002年に東ティモールは独立し、日本と国交を樹立、2004年には実質的な在東ティモール日本国大使館が開設された。建国後は、シャナナ・グスマン大統領の訪日や日本国外務大臣政務官の東ティモール訪問などの政治家による交流、日本からの経済支援などを通じて関係が築かれている。また、東ティモールは、21世紀に初めて独立した国であり、1999年と2006年の混乱で生じて失われた国家インフラや制度の構築のため、国連を中心とした日本などの国々から支援を受け、復興、発展途上の国である。しかし、両国関係においても発展段階であるが、各分野においてさまざまな交流を行っている。

## 経済
2011年現在、東ティモールの主要貿易国は輸入輸出ともにドイツであり、対日本における輸入は9位、輸出は4位となっている。ただ、日本と東ティモールの貿易における結びつきは弱いが、2013年の経済支援において日本は、オーストラリアにつぐ第2位の主要援助国である。この経済支援は、1999年12月の東京で開催した第1回東ティモール支援会合における3年間の約1億3千万ドルの支援表明から始まり、その3年後の支援国会合における3年間の上限約6千万ドルの支援を表明し、その後、公共事業整備や選挙実施支援、経済復興支援などの国づくりおよび復興支援を中心とした援助が現在まで行われている。
外務省 ODA 東ティモール約束状況
2012年に大阪ガスは、東ティモールにおける産業の人材育成事業に参加を決定し、実施した。

## 文化
日本は、2001年より東ティモール唯一の大学である東ティモール大学工学部の教育体制や運営、環境設備などの支援を行い、2006年から2010年にかけて埼玉大学、長岡技術科学大学、岐阜大学の協力のもと、教員の基礎的な能力向上を支援するプロジェクトを実施した。九州大学は、2005年から東ティモール大学農学部への研修などの支援を実施した。

## 外交使節

### 駐日東ティモール大使
1. ドミンゴス・サルメント・アルベス（ドイツ語版）（2006～2011年、信任状捧呈は11月15日[11]）
2. イジリオ・アントニオ・デ・ファティマ・コエーリョ・ダ・シルヴァ（ドイツ語版）（2011～2015年[12]、信任状捧呈は6月28日[13]）
  - （臨時代理大使）エヴァンジェリーノ・ゴメス（2015～2016年）
3. フィロメノ・アレイショ・ダ・クルス（ドイツ語版）（2016～2019年、信任状捧呈は4月6日[14]）
  - （臨時代理大使）ヌノ・アルヴァレス・モニス・マルケス・アルヴェス（2019年）
  - （臨時代理大使）アントニート・デ・アラウジョ（2019～2020年）
  - （臨時代理大使）ヌノ・アルヴァレス・モニス・マルケス・アルヴェス（2020年）
4. イリディオ・シメネス・ダ・コスタ（ドイツ語版）（2020年～、信任状捧呈は7月2日[15]）

### 駐日東ティモール大使館
- 住所：東京都千代田区富士見一丁目8-9
- アクセス：JR総武線飯田橋駅西口、または東京メトロ東西線・有楽町線・都営地下鉄大江戸線飯田橋駅B2出口

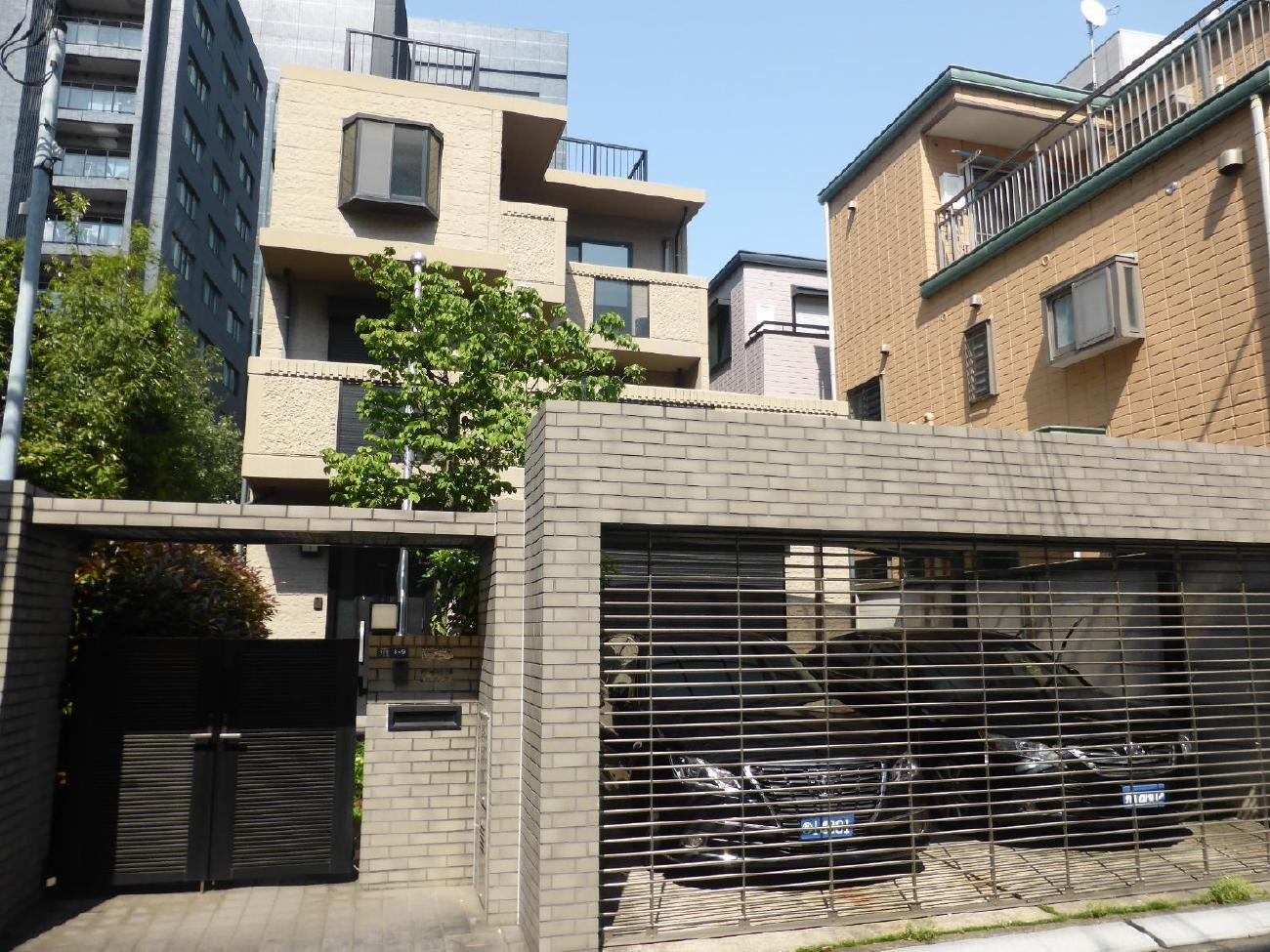
東ティモール大使館全景
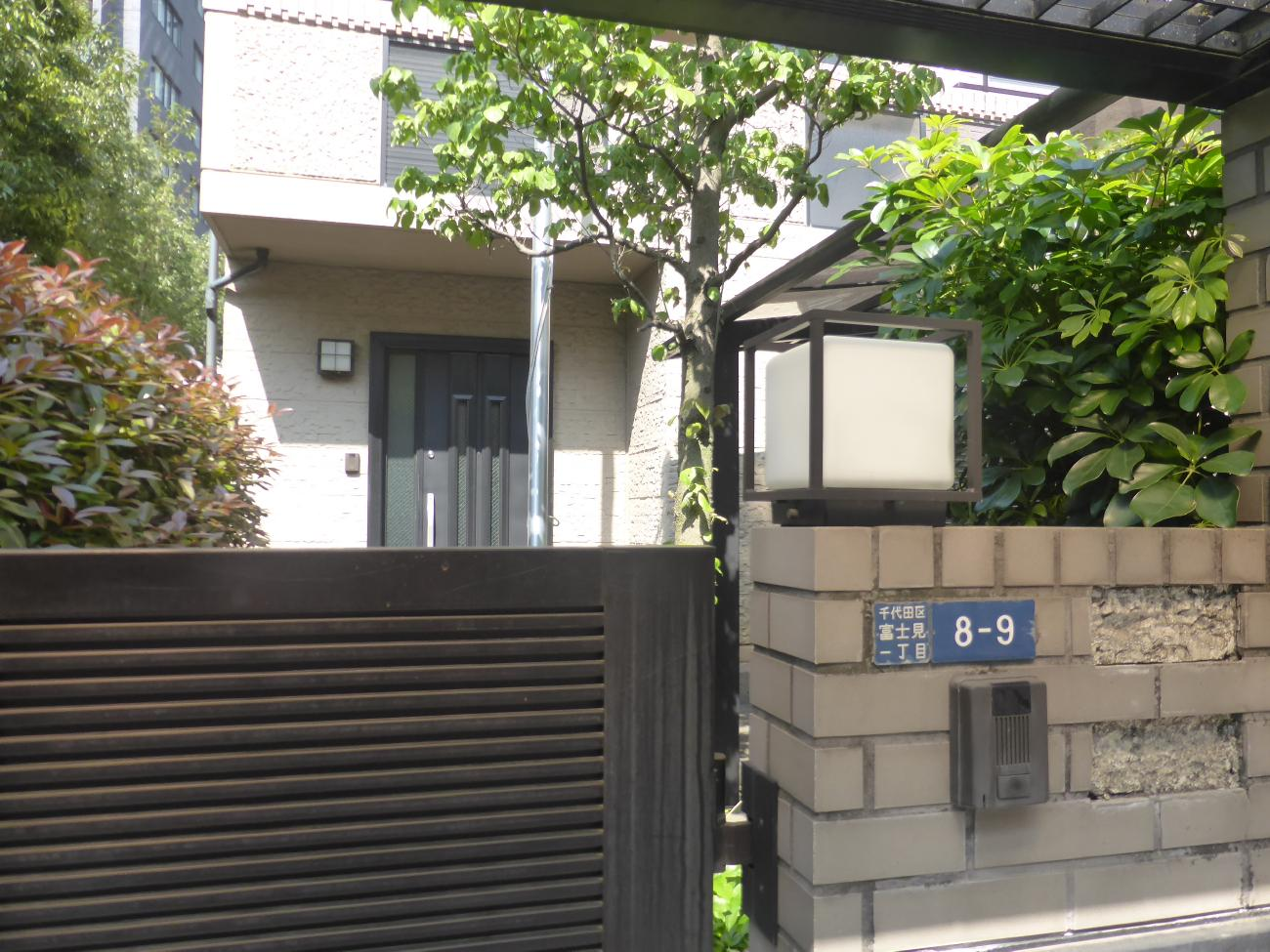
一軒家の東ティモール大使館エントランス